# エウヘニオ・マリア・デ・オストス空港
エウヘニオ・マリア・デ・オストス空港（エウヘニオ・マリア・デ・オストスくうこう、スペイン語: Aeropuerto Eugenio María de Hostos、英語: Eugenio María de Hostos Airport、(IATA: MAZ, ICAO: TJMZ, FAA LID: MAZ)）は、プエルトリコの海岸都市マヤグエスから4マイル（およそ 6km）北に位置している空港。この空港は、マヤグエス出身の著名人エウヘニオ・マリア・デ・オストスにちなんで名付けられている。この空港には、少数の国内路線が民間航空によって運行されているが、これには不可欠路線運航サービス計画に基づいて公的支援がなされている。

## 歴史
かつて、エウヘニオ・マリア・デ・オストス空港は、プエルトリコ西部地域への主要な入口であったが、アグアディヤにラファエル・エルナンデス空港ができてからはその地位を奪われた。
1970年代から1980年代初めにかけて、この空港には、プエルトリコの航空会社であるプリンエアが多数の国内線の便を就航させていた。しかし、1984年にプリンエアが破綻した後、この空港に再び商業路線が開かれるまで、3年がかかった。アメリカン・イーグル航空（後のエンヴォイ・エア）は、1987年にルイス・ムニョス・マリン国際空港からの路線を開設し、イースタン航空は、ライバルのアメリカン航空傘下の地方路線会社に遅れをとるまいと、自社系列の地方路線会社イースタン・メトロ・エクスプレス (Eastern Metro Express) に同じ路線を運航させた。
この空港は、ターボプロップ機用の空港であったが、2002年にはパン・アメリカン航空が、マヤグエスから、ドミニカ共和国サントドミンゴのラス・アメリカス国際空港への、ボーイング727を使用したジェット機による便を運航すると発表した。この計画は結局実現しなかったが、2003年にはフィナ・エアがサントドミンゴ行きの路線を運航し始め、空港は国際空港という地位を得た。その後、フィナ・エアは破綻した。
2004年11月8日、アメリカン・イーグル航空は、運輸省 (DOT) に対し、営業実績の不振を理由として、マヤグエスへ乗り入れる路線を2005年2月5日をもって廃止することを予告する90日前の通告をおこなった。マヤグエスの空港への路線は、不可欠路線運航サービスの対象となっており、DOTの指示により、新たに選定された航空会社であるケープエアーが運航を開始するまで、アメリカン・イーグル航空の便が維持されることとなった。アメリカン・イーグル航空は2006年4月30日をもって就航をやめた。

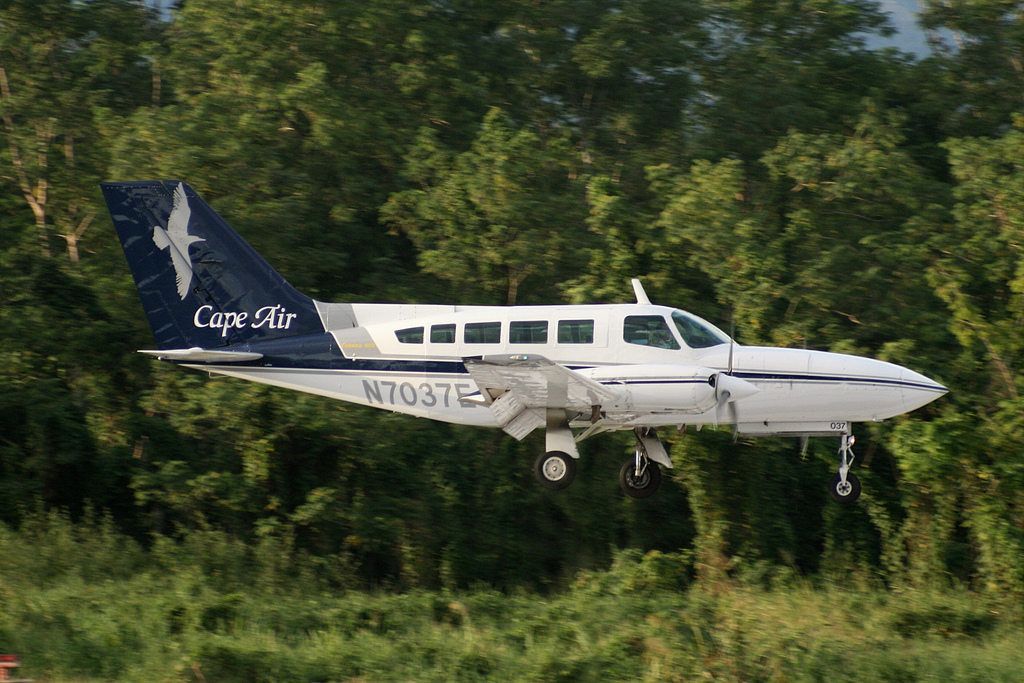
エウヘニオ・マリア・デ・オストス空港で撮影された、ケープエアーのセスナ 402。

## 施設と航空機
エウヘニオ・マリア・デ・オストス空港は、敷地面積 172エーカー（およそ70ヘクタール）、海抜標高 28フィート (9 m) である。アスファルト舗装された 9/27 滑走路は 1,523 x 30m（4,998 x 100 フィート）である。
空港の北、14.7海里（16.9マイル）の位置には、ボリンケン (Boriquén) VORTAC（識別記号：BQN）が設けられている。マヤグエスVOR/DME（超短波全方向式無線標識）（MAZ）は、空港内に置かれている。

## 就航する航空会社と路線
| 航空会社     | 就航地     |
| ------------ | ---------- |
| ケープエアー | サンフアン |

## 事故
この空港では、様々な悲惨な事故などの出来事が起こってきた。
- 1987年5月8日、アメリカン・イーグル5452便（英語版）は、空港への着陸に失敗して墜落し、死者2人が出た上、空港を囲むフェンスを損傷した。
- 1992年6月7日、サンフアンから飛来してアメリカン・イーグル5456便（英語版）の CASA C-212 機が 09滑走路の1マイル手前で墜落し、乗っていた5人全員が死亡した。
- 2014年3月1日土曜日、24歳のパイロットホセ・O・トレス・ロペス (Jose O. Torres Lopez) が操縦し、乗客1人を載せていたパイパー カブが、着陸直後に強風に煽られて横転し、パイロットは目を負傷した。機体も大きく損傷した[7]。

## 関連文献
- アメリカ合衆国運輸省による不可欠路線運航サービス関係文書：(Docket OST-2004-19622)
  - 90-Day Notice (November 5, 2005): of Executive Airlines, Inc. d/b/a American Eagle of intent to terminate service at Mayaguez, P.R.
  - Order 2004-12-19 (January 4, 2005): requests proposals for providing essential air service at Mayaguez, Puerto Rico, and/or Ponce, Puerto Rico, with or without subsidy requirements; prohibits Executive Airlines from suspending service at Mayaguez, at the end of its 90-day notice period and requires it to maintain 14 nonstop round trips a week between Mayaguez and San Juan, through March 7, 2005, or until a carrier capable of providing reliable essential air service actually begins service, whichever occurs first.
  - Order 2005-3-2 (March 7, 2005): selecting Hyannis Air Service, Inc., d/b/a Cape Air to provide essential air service (EAS) at Mayaguez and Ponce, Puerto Rico, for the two-year period through April 30, 2007; establishing an annual subsidy rate of $688,551, beginning when the carrier inaugurates service at Mayaguez; and establishing an annual subsidy rate of $622,056 for service at Ponce, retroactive to January 1, 2005.
  - Order 2007-4-18 (April 20, 2007): selecting Hyannis Air Service, Inc., d/b/a Cape Air to provide essential air service (EAS) at Mayaguez and Ponce, Puerto Rico, for the two-year period through April 30, 2007; establishing an annual subsidy rate of $688,551, beginning when the carrier inaugurates service at Mayaguez; and establishing an annual subsidy rate of $622,056 for service at Ponce, retroactive to January 1, 2005.
  - Order 2009-3-1 (March 3, 2009): re-selecting Hyannis Air Service, Inc., d/b/a Cape Air, to continue to provide subsidized essential air service (EAS) at Mayaguez and Ponce, Puerto Rico, for the two-year period beginning May 1, 2009, at the annual subsidy rates of $980,980 for Mayaguez and $740,416 for Ponce.
  - Order 2011-3-28 (March 22, 2011): re-selecting Hyannis Air Service Inc., operating as Cape Air, to provide essential air service (EAS) using 9-seat Cessna 402 aircraft at Mayaguez, Puerto Rico, for the five-year period beginning May 1, 2011, through April 30, 2016, for an annual subsidy of $1,198,824.